# Атлантик Бич (Северна Каролина)
Атлантик Бич (енгл. Atlantic Beach) град је у америчкој савезној држави Северна Каролина.

## Демографија
По попису из 2010. године број становника је 1.495, што је 286 (-16,1%) становника мање него 2000. године.
| Група             | 2000.         | 2010.         |
| Белци             | 1.735 (97,4%) | 1.405 (94,0%) |
| Афроамериканци    | 11 (0,6%)     | 11 (0,7%)     |
| Азијати           | 13 (0,7%)     | 14 (0,9%)     |
| Хиспаноамериканци | 12 (0,7%)     | 22 (1,5%)     |
| Укупно            | 1.781         | 1.495         |